# Chaumont VB
El Chaumont Volley-Ball 52 es un equipo de voleibol francés de la ciudad de Chaumont.

## Palmarés
- Voleibol masculino Campeonato de la Liga A

Campeón : 2016-17
Finalista : 2017-18, 2018-19, 2020-21
- Voleibol masculino Campeonato de la Liga B

Finalista : 2009-10 y 2011-12
- Voleibol de Francia copa

Campeón : 2022
Finalista : 2018 y 2019
- Voleibol de Francia Supercopa

Campeón : 2017, 2021
- Challenge Cup (voleibol masculino)

Finalista : 2016-17
- Liga de Campeones (voleibol masculino)

Playoff 12 : 2018 y Playoff 8 : 2019

## Personalidades del club
Presidentes
| Lista de presidentes | Lista de presidentes |
| -------------------- | -------------------- |
| 1996–1998            | Martial Guillaume    |
| 1998–2001            | Christian Marcenac   |
| 2001                 | Chantal Thévenot     |
| 2001–2007            | Gilbert Gléyot       |
| 2007–2009            | Éric Vigneron        |
| 2009–                | Bruno Soirfeck       |

Entrenadores
| Lista de entrenadores | Lista de entrenadores               |
| --------------------- | ----------------------------------- |
| 1996–1998             | Dominique Hallart                   |
| 1998–1999             | Roger Valée                         |
| 1999–2000             | Daniel Draghici & Dominique Hallart |
| 2000–2002             | Ion Dobre                           |
| 2002–2004             | Olivier Lardier                     |
| 2004–2009             | / Pompiliu Dascălu                  |
| 2009–2014             | / Nikola Matijasevic                |
| 2014–2015             | Duško Nikolić                       |
| 2015–                 | Silvano Prandi                      |

Jugadores famosos
| - Jonas Aguenier - Romain Vadeleux - Stéphen Boyer - Horacio d'Almeida - José Trèfle - Jérémie Mouiel - Stéphane Tolar - Yannick Bazin - Jean-Philippe Sol - Rudy Verhoeff - Brock Davidiuk - Leo Carroll | - Gijs Jorna - André Lopes - Julián García-Torres - Bartosz Janeczek - Jiří Cerha - Radostin Stoychev - Antti Siltala - Deniss Petrovs - Hermans Egleskalns - Gojko Ćuk - Laurențiu Lică - Sebastián Closter | - Martin Repák - Matej Pátak - Miloš Terzić - Maliki-Ismaël Moussa - Constant Tchouassi - Nathan Wounembaina - Zakaria Bairi - Wassim Ben Tara - Ghazi Guidara - Javier González Panton - Daniel McDonnell - Brian Thornton |  |